# چیزی (ترانه)
«چیزی» (به انگلیسی: Something) تک‌آهنگی از بیتلز است که در سال ۱۹۶۹ میلادی منتشر شد. این تک‌آهنگ در آلبوم ابی رود (آلبوم) قرار داشت.